# 平田昇
平田昇(ひらた のぼる，1885年12月1日 - 1958年5月19日)，日本海军军人。最终階為中將。

## 生平
东京出生，乃平田東助伯爵二子。曾就讀东京高等师范学校附属中学(现筑波大学附属中学校及高等学校)，於1906年11月，畢業於海軍兵學校(第34期)，次年12月任海軍少尉。
1912年12月於海军水雷學校毕业。任霧島號戰艦分隊長、海軍教官，1920年11月，於海軍大學校毕业。後歷任第1舰队參謀、山階宮武彦王武官、金剛號戰艦副长及海军省教育局第2課局長。
1927年12月，歷任韓崎號艦长、海军潜水学校校长、那智號重巡洋艦艦长及佐世保人事部長，1933年11月，晉升海军少將。此后，亦曾任第1潜水戰队司令官及侍従武官，1937年升海军中将，任佐世保镇守府司令長官、第6艦隊司令長官、南遣舰队司令長官、橫須賀鎮守府司令長官及軍事參議官。終於1943年3月轉編入予備役。後任帝國在鄉軍人會副會長席。

## 家人
- 妻子：平田友子，大審院法官鹤见守義的女儿。

## 関連項目
- 大日本帝國海軍軍人列表

| 军职              | 军职                                                         | 军职              |
| ----------------- | ------------------------------------------------------------ | ----------------- |
| 前任： 中村龟三郎 | 佐世保鎮守府司令長官 第37代：1939年11月15日 - 1940年10月15日 | 繼任： 住山德太郎 |
| 前任： 嶋田繁太郎 | 橫須賀鎮守府司令長官 第39代：1941年10月18日 - 1942年11月10日 | 繼任： 古賀峯一   |